# Шестое чувство (фильм, 1999)
«Шесто́е чу́вство» (англ. The Sixth Sense) — американский психологический триллер 1999 года, написанный и снятый М. Найта Шьямаланом. В нём Брюс Уиллис играет детского психолога, пациент которого (Хэйли Джоэл Осмент) утверждает, что может видеть мёртвых и разговаривать с ними.
Фильм имел коммерческий успех, собрав более 672 миллионов долларов по всему миру и став вторым по кассовым сборам фильмом 1999 года и самым кассовым фильмом Шьямалана на сегодняшний день. В 2000 году фильм стал самым востребованным среди любителей домашнего видео (около 80 миллионов зрителей). Картина заняла 68 место в списке 500 лучших фильмов ужасов по мнению пользователей сайта IMDb.

## Сюжет
В день, когда Малкольм Кроу, признанный специалист по детской психологии, получает грамоту за выдающиеся достижения в области психиатрии и заслуги перед Филадельфией, происходит трагедия. Винсент Грей, один из его бывших пациентов, в прошлом тихий, умный, отзывчивый и ранимый мальчик, а теперь взрослый издёрганный психопат, пробирается в квартиру Кроу, и, обвинив доктора во всех своих бедах, стреляет в него из пистолета, после чего совершает самоубийство.
Следующей осенью у Кроу появляется новый пациент — 9-летний Коул Сиэр, проблема которого очень похожа на проблему Винсента. Мать Коула Линн сильно беспокоится за его судьбу и социальные навыки, и Кроу полностью посвящает себя мальчику. Несмотря на сомнения в своих способностях, он изо всех сил старается помочь новому пациенту ради искупления вины перед Винсентом и примирения с женой. В конце концов Коул открывает Кроу свой секрет — он видит призраков, которые ходят по миру живых, не осознавая, что умерли.
Поначалу психолог хочет оставить это дело — ему кажется, что Коул страдает от галлюцинаций. Но потом он ещё раз прослушивает аудиозаписи разговоров с Винсентом, сделанные много лет назад, когда тот был ещё ребёнком. На одной из кассет слышно, как в момент, когда Кроу выходит из комнаты, Винсент начинает плакать. Увеличив громкость, Кроу слышит, как рыдающий мужчина просит о помощи на испанском. Он начинает верить, что Коул говорит правду и что у Винсента могли быть такие же способности. Он предлагает Коулу попытаться найти применение своему дару и узнать у призраков, чего они хотят. Поначалу мальчик отказывается это делать, потому что призраки приводят его в ужас, а иногда даже угрожают ему, но потом соглашается попытаться им помочь.
Он решается поговорить с призраком недавно умершей от хронической болезни девочки по имени Кира. Вместе с Кроу они приходят на поминки по ней. Призрак Киры указывает Коулу на коробку с видеокассетой, которую тот затем вручает её отцу. На включённой отцом записи видно, как мачеха добавляет девушке в еду яд. Раскрытие преступления спасает от смерти младшую сестру Киры, которая должна была стать следующей жертвой мачехи.
Научившись уживаться с призраками, Коул начинает вписываться в коллектив и получает главную роль в школьном спектакле, на который Кроу приходит в качестве зрителя. Врач и пациент расходятся на положительной ноте, и на прощание мальчик предлагает Кроу поговорить с женой в тот момент, когда она будет спать. По дороге домой, застряв с матерью в пробке, Коул раскрывает ей свой секрет, объяснив, что впереди кто-то погиб в аварии, и этот человек стоит сейчас рядом с ним. Поначалу мать ему не верит, но он убеждает её, рассказав, как его посещает призрак бабушки. Он передаёт ей бабушкину историю о том, как та пришла на танцевальное представление с участием Линн, хотя сама Линн об этом не знала. Затем он передаёт ответ на вопрос, который мать тайно задавала у бабушкиной могилы — «каждый день». Когда Коул спрашивает у матери, что это был за вопрос, та в слезах отвечает, что хотела знать, гордилась ли ею бабушка. Мать и сын обнимаются.
Кроу возвращается домой, где находит свою жену, заснувшую во время просмотра их свадебного видеофильма. Спящая Анна спрашивает мужа, по какой причине он её оставил, и роняет его обручальное кольцо. Только теперь Кроу вспоминает, что Коул рассказывал ему о призраках. Он с ужасом осознаёт, что на самом деле Винсенту удалось тогда его убить, и всё это время он был мёртв, не осознавая этого. Благодаря Коулу, его незаконченное дело — необходимость искупить свою вину за неспособность помочь Винсенту — теперь завершено. Поняв это, Кроу завершает второе дело, из-за которого он не может уйти, — говорит своей жене, что она всегда была для него на первом месте, и что он любит её. Теперь, когда всё сделано, он свободен и может покинуть мир живых.

## В ролях
- Брюс Уиллис — Малкольм Кроу
- Хейли Джоэл Осмент — Коул Сиэр
- Тони Коллетт — Линн Сиэр
- Оливия Уильямс — Анна Кроу
- Тревор Морган — Томми Таммисимо
- Донни Уолберг — Винсент Грей
- Питер Энтони Тамбакис — Даррен
- Хейден Сонье — Мама Даррена
- Джеффри Зубернис — Бобби
- Брюс Норрис — Стенли Каннингем
- Гленн Фитцджеральд — Шон
- Грег Вуд — Мистер Коллинз
- Миша Бартон — Кира Коллинз
- Саманта Фитцпатрик — Сестра Киры
- Анжелика Пейдж — Миссис Коллинз
- Лиза Саммерур — Подружка невесты
- М. Найт Шьямалан — доктор Хилл

## Съёмки
По словам самого режиссёра фильма, идея фильма пришла ему в голову, когда он смотрел эпизод № 3.10 «История мёртвой девочки» (The Tale of the Dream Girl) сериала «Боишься ли ты темноты?» (Are You Afraid of the Dark?).
Подготовка к съёмкам
- Хэйли Джоэл Осмент был единственным из кандидатов на получение роли Коула, кто пришёл на кастинг в галстуке. Когда Шьямалан спросил у мальчика, читал ли он свою часть сценария, Хэйли ответил, что накануне прочитал сценарий три раза. Удивлённый Найт переспросил: «Ты прочитал свою часть сценария целых три раза?», на что мальчик ответил: «Нет, я трижды прочитал весь сценарий».
- На роль Коула приглашался Лиам Эйкен.
- Для участия в съёмках фильма Брюсу Уиллису пришлось учиться писать правой рукой (в жизни он левша). Это было сделано для того, чтобы зритель не заметил, что на его левой руке отсутствует обручальное кольцо.
- Для своей роли Донни Уолберг похудел на 43 фунта.

Шьямалан снимал свой триллер в строгой последовательности. Он сыграл доктора, к которому персонаж Тони Коллетт привела Коула после инцидента на дне рождения.

## Бюджет и сборы
Бюджет фильма составлял примерно 40 миллионов долларов (плюс 25 миллионов долларов на печать и рекламу). В первые выходные фильм собрал 26,6 млн. долларов и провел пять недель в качестве фильма номер один в кассах США. Он заработал в США 293 506 292 доллара, а общий мировой доход составил 672 806 292 доллара, заняв 35-е место в списке кассовых сборов в США по состоянию на апрель 2010 года. В США было продано более 57,5 миллионов билетов. В Великобритании ему сначала дали ограниченный выпуск на 9 экранах, что опустило фильм до восьмого места, а на следующей неделе фильм поднимется до первого места, попав в 430 кинотеатров.

## Выход на видео
После 6-месячной кампании по продвижению в Интернете 28 марта 2000 года «Шестое чувство» было выпущено на VHS и DVD. Фильм стал самым продаваемым на DVD 2000 года с более чем 2,5 миллиона копий, а также получил топ-титул проката видео за всё время[чего?].

## Критика и отзывы
«Шестое чувство» получило положительные отзывы.
На Rotten Tomatoes фильм получил 85 % из 150 рецензий критиков и рейтинг 7,6 / 10. Консенсус сайта гласит: «„Шестое чувство“ Найта Шьямалана — извилистая призрачная история со всем стилем классической голливудской картины, но со всеми холодами современного ужаса».
Роджер Эберт поставил фильму оценку 3 из 4 звезд и был особенно впечатлен игрой Осмента, написав: «Хейли Джоэл Осмент, его молодой коллега, очень хорош в фильме, где его персонаж, возможно, произносит больше реплик, чем кто-либо другой. Он присутствует в большинстве сцен, и ему приходится играть в них – это не роль для милого ребёнка, который может стоять и выглядеть серьёзным в кадрах с реакцией. Между Уиллисом и Осментом есть довольно сложные диалоги, которые требуют правильного выбора времени, реакции и умения слушать. Осмент им более чем ровня. И хотя многие замечают, насколько он хорош, не каждый взрослый актёр может играть тяжелые драматические сцены с ребёнком и при этом не выглядеть снисходительным (или, что ещё хуже, тонко наставляющим и направляющим его). Уиллис может. Эти сцены придают фильму весомость и делают его настолько убедительным, насколько это возможно в данных обстоятельствах".
На Metacritic фильм получил 64 баллов из 100 на основании 35 рецензий, что означает «в целом благоприятные отзывы». Аудитории CinemaScore дали фильму среднюю оценку «А-» по шкале от А + до F.

## Награды
- Каннский кинофестиваль 2003 года — Приз за лучший дизайн DVD
- Премия канала MTV 2000 года — Мужской прорыв года (Хэйли Джоэл Осмент)

### Номинации
Премия «Оскар» 2000 года
- Лучший фильм
- Лучшая мужская роль второго плана (Хэйли Джоэл Осмент)
- Лучшая женская роль второго плана (Тони Коллетт)
- Лучший режиссёр (М. Найт Шьямалан)
- Лучший сценарий
- Лучший монтаж

Премия «Золотой глобус» 2000 года
- Лучшая мужская роль второго плана (Хэйли Джоэл Осмент)
- Лучший сценарий

Премия канала MTV 2000 года
- Лучший экранный дуэт (Брюс Уиллис, Хэйли Джоэл Осмент)
- Лучший фильм
- Лучшая мужская роль (Брюс Уиллис)

Премия Британской академии 2000 года
- Лучший фильм
- Лучший оригинальный сценарий
- Лучший монтаж
- Премия имени Дэвида Лина за достижения в режиссуре (М. Найт Шьямалан)